# Intville-la-Guétard
Intville-la-Guétard è un comune francese di 122 abitanti situato nel dipartimento del Loiret nella regione del Centro-Valle della Loira.

## Società

### Evoluzione demografica
Abitanti censiti